# Dr. Ring-Ding

Dr. Ring Ding, de veritable nom Richard Alexander Jung (Münster, 2 de juny de 1970), és un artista de ska i reggae alemany.

## Història
Des de jove que viu a Alemanya, però va passar part de la seva infància a França, d'on prové la seva mare. A l'edat de sis anys va començar a tocar la flauta travessera i més tard va passar a la trompeta i el trombó. Jung va tocar des de 1981 fins a 1989 a la parròquia de Sant Marc Església de llautó, a Munster.
El 1987 es va unir a la banda de ska El Bosso & die Ping-Pongs sota el nom de Prof Richie Senior com un trombonista i el segon home al capdavant. Al Nadal del 1992, va fundar la banda Dr Ring-Ding & The Senior Allstars, que es va dissoldre l'octubre de 2002. Dr Ring Ding és, entre altres coses, conegut per la seva decoració d'estil típica del cant jamaicà.

## Col·laboracions
A més, el Dr Ring Ding és conegut per l'ska i reggae projectes de mida escena amb la primera hora, com la Lord Tanamo, Doreen Shaffer, la Saiko i molts altres. Una major consciència adquirida per Dr. Ring-Ding a la primavera de 2000 amb la seva col·laboració amb la banda de crossover alemany H-Blockx i la seva versió de Johnny Cash clàssic "Ring of Fire".
Richard Jung va treballar com a presentador de la WDR, és un productor i músic d'estudi per Ska -  Swing - Punk - i jazz grups i que és seu de diverses bandes, incloent-hi la Nova York banda de ska The Toasters.
Amb els membres de la Rotterdam Ska-Jazz Foundation va formar "Cuina Kingston", en el seu àlbum "Especial d'avui", una barreja de tradicional Ska, blues i  Swing presenta.

## Actuacions a Catalunya
Dr. Ring Ding ha assistit regularment a gires per Europa i Amèrica del Nord, però en menor freqüència a Catalunya. Els últims espectacles han estat a:
- 2005 a Centelles[1]
- 2005 a La Mota Reggae Festival a Cubelles[2]
- 2005 a Barraques a Girona
- 2005 a Sala Zero a Tarragona[3]
- 2006 a Festival Reggus a Reus[4]
- 2006 a Acampada Jove a Sant Celoni[5]
- 2006 a Finos Reggae Festival a Bellpuig[6]
- 2006 a Festa Major de La Bisbal[7]
- 2007 a St. Antoni Reggae Splash Barcelona[8]
- 2007 a Igualada
- 2007 a La Garriga
- 2007 a Granollers
- 2007 a Club Oven a Barcelona[9]
- 2008 a Sant Esteve Sesrovires
- 2008 a La Garriga
- 2008 a Musik'n'Viu a Granollers
- 2008 a La Mota Reggae Festival Cubelles
- 2008 a Butifarrasound a Sant Feliu del Llobregat[10]
- 2008 a RobaNaps a Arenys de Munt
- 2008 a Deskoncerts a Santa Perpètua de la Mogoda
- 2009 a Sala Siracusa a Tona
- 2009 a Butifarrasound a Sant Feliu del Llobregat[11]
- 2011 a Barraques de Banyoles
- 2011 a Acampada Jove a Montblanc
- 2012 a Rebrot de Berga
- 2015 a Festa Major de Lleida
- 2016 a Festival Paupaterres a Tàrrega

## Discografia
Dr. Ring Ding & The Senior Allstars:
- Dandimite (Pork Pie) 1995
- Ram Di Dance (Grover Records) 1997
- Diggin' Up Dirt (Grover Records) 1999
- Big Up (Grover Records) 2001
- Pick Up The Pieces (Grover Records) 2001
- Golden Gate (Grover Records) 2002

Dr. Ring Ding & The Senior Allstars amb altres:
- Doreen Shaffer Adorable (Grover Records) 1997
- Lord Tanamo Best Place in The World (Grover Records) 2000

Dr. Ring Ding en solo i més:
- Dr. Ring Ding meets H.P. Setter Big T'ings (T'Bwana) 1996
- Dub Guerilla Dub Guerilla (Enja / E19) 2005
- Kingston Kitchen Today's Special (Megalith) 2007
- Back And Forth (Jump Up Records) 2007
- Nice Again (Kingstone Records) 2007
- Dr. Ring Ding Ska-Vaganza Piping Hot (Pork Pie (CD) / Buenritmo (LP)) 2012